# 杉本五郎
杉本 五郎（すぎもと ごろう、1900年（明治33年）5月25日 - 1937年（昭和12年）9月14日）は、日本の陸軍軍人。著作家。
遺言本『大義』が大ベストセラーとなり、当時の思想に影響を与えた。

## 生涯
広島県安佐郡三篠町（現：広島市西区打越町）生まれ。少年期から将校に憧れ、1913年（大正2年）、質実剛健を伝統とする広島藩の元藩校である旧制修道中学校（現：修道中学校・高等学校）入学。1918年（大正7年）修道中学校を卒業し、陸軍士官候補生として広島の歩兵第11連隊に入隊。しかし同年起こった米騒動は、日本帝国の内部的危機の開始を告げる大事件となり、国体安泰の安易な夢が一瞬に打ち破られ、杉本の深刻な思索と悲壮な人生が始まった。小作争議が激化し日本資本主義の屋台骨は揺らぎ始め、ロシア革命の影響で社会主義が台頭、また軍事的封建的支配の圧迫が加わり、社会に暗い圧迫感と絶望感が充満した。兵営の中から混乱した世の中を眺めた杉本は、危機を直感し自ら救世の先達になる決意を固めたのでは、と言われている。しかし軍隊に入った杉本には窓は一方にしか開かれておらず、皇国の精神を発揚し実践するための勉学と修養とに全精神を傾倒していく。
1919年（大正8年）陸軍士官学校（33期）本科入校。1921年（大正10年）同校卒業。歩兵少尉に任官、再び歩兵第11連隊附となり、陸軍戸山学校、陸軍科学研究所で短期間の教育を受ける。また軍務の傍ら広島から毎週1回は必ず三原市にある臨済宗大本山・仏通寺に修養に通い出征までの9年間これを続けた。本来個人の精神的な修養原理である禅を国家論や道法論、人生論に持ち込み、独自の思想を形成していく。
1931年（昭和6年）、満州事変では第5師団臨時派遣隊第2大隊第8中隊長として出征、中国天津方面で軍事行動ののち帰還。この後、出世コースである陸軍大学校受験をしきりに薦められたが、「中隊長という地位が私の気持に一番よく叶っている。これ以上の地位につきたくない」と拒否、「兵とともに在り、兵と生死をともにしたい」と願った。実際は、上官の受験への強い勧めに抗しきれず、一度だけ陸軍大学を受験している。結果は不合格であった。息子同然である兵の身上をよく調べ、貧しい兵の家庭へは、限られた給料の中から送金を欠かさなかった。1936年（昭和11年）勃発した二・二六事件に対しては「皇軍の恥」として、共産主義に対すると同様に不忠の汚名を被せ非難した。翌1937年（昭和12年）支那事変（日中戦争）が勃発。同年8月少佐に昇進、第2中隊長のまま、長野部隊に属し中国激戦地に従軍。同年9月、山西省広霊県東西加斗閣山の戦闘において戦死。岩壁を登って敵兵約600の陣地へ、号令をかけながら突撃。手榴弾を浴び倒れたが、軍刀を杖としてまた立ち上がると再び号令をかけ、倒れることなく遥か東方、皇居の方角に正対、挙手敬礼をして立ったまま絶命した。38歳の生涯であった。

## 大義
死の寸前まで四人の息子への遺書として書き継がれた20通の手紙を妻へ送っている。これに接した同志らによって、これは私蔵すべきでない、と20章からなる遺書形式の文章『大義』として昭和13年（1938年）5月に刊行された。これが青年将校や士官学校の生徒さらには一般学校の生徒など、戦時下の青少年の心を強く捉え「軍神杉本中佐」の名を高からしめ、終戦に到るまで版を重ね29版、130万部を超える大ベストセラーとなった。
本書は戦時中の死生観を示す代表的な著書とされ、天皇を尊び、天皇のために身を捧げることこそ、日本人の唯一の生き方と説いている。子に出した手紙とのふれこみ通りであれば、子らに名利名聞を求めず、天皇を絶対者として、己が死をも軽んじて奉仕することを説いている。本書を読み杉本に憧れ軍人を志した者も少なくない。文中、幾ヶ所も伏字があり、これは杉本の思いがあまりにも純粋で、当時の権力者をも容赦せず、軍部の腐敗や軍規の緩みなども手厳しく批判した箇所といわれ、伏せ字の中には「敵国民族なる所以を以て殺傷して飽くなし、略奪して止まる所を知らず。悲しむべし。」などと日本軍将兵の戦争犯罪に触れている部分もある。あまりに純粋な言行を煙たがれ激戦地に送られた、という噂が戦後出た。この本の内容が一般学校の生徒らにも熱烈に支持され、生徒らによって自発的に本の研究会等が各校で作られたことについて、作家の城山三郎はその著書『大義の末』で、学校の配属将校の横暴や暴力に苦しむ生徒らが、本の内容に比して配属将校の不行跡・不品行ぶりを彼らに突きつけ、掣肘しようとした面があったことを語っている。

## 評価
「大義」にも登場する仏通寺の山崎益州管長は「少佐の次の大尉でなく、中尉の上の大尉でない。中隊長としても、他と比較することの出来ない「絶対の中隊長」であり「永遠の中隊長」であった」と述べている。
吉本隆明は、戦時中には杉本五郎の天皇の絶対観念に感動したと告白し、北一輝や中野正剛は社会ファシズム思想、相対感情が入ってくるが、杉本はドイツのエックハルトや、ヨブ記に対するキルケゴールに匹敵する絶対感情であると絶賛している。

## 関連作品
大山澄太の『杉本中佐の尊皇と禅』、山岡荘八『軍神杉本中佐』、城山三郎『大義の末』、奥野健男『軍神杉本五郎の誕生』、中桶武夫『軍神杉本五郎中佐』などの関係本がある。近年、城山がブームとなっているため、城山に多大な影響を与えたといわれる杉本もよく取り上げられている。その他広島で被爆死した映画監督・白井戦太郎が1938年、大都映画で『噫軍神杉本中佐 死の中隊』という映画を製作している。

## 記念
仏通寺の境内に杉本を記念する小さな碑と、渓流を隔てた岩壁に杉本の大書した「尊皇」の二文字が残る。